# Bruno Romy
Pour les articles homonymes, voir Romy (homonymie).
Bruno Romy, est un réalisateur, scénariste et acteur français, né à Caen en 1958.
Il est notamment connu pour ses collaborations avec Dominique Abel et Fiona Gordon.

## Biographie
Bruno Romy passe sa jeunesse à Dives-sur-Mer, où habitent ses parents.
Après avoir exercé toutes sortes de métiers, Bruno Romy se lance dans la réalisation de films. Il tourne d'abord des courts métrages. Il fait la connaissance de Dominique Abel et Fiona Gordon, avec lesquels il s'associe et tourne un court métrage puis plusieurs longs métrages.
Il réalise aussi des documentaires, dont plusieurs consacrés à sa fille, Mika.
Il habite à Caen.

## Filmographie

### Comme réalisateur
- 1992 : La Poupée (court-métrage)
- 1994 : Merci Cupidon (court-métrage) - coréalisé avec Dominique Abel et Fiona Gordon
- 1995 : Water Closets, clip de la chanson du groupe Les Elles
- 1998 : Le Bar des amants
- 2000 :  Jeux pour mourir (court-métrage)
- 2001 : Mon Saint-Aubin (court-métrage documentaire)
- 2002 : Les Portraits de Camille (documentaire)
- 2003 : Je suis Lune (court-métrage)
- 2005 : L'Iceberg - coréalisé avec Dominique Abel et Fiona Gordon
- 2008 : Rumba - coréalisé avec Dominique Abel et Fiona Gordon
- 2011 : La Fée - coréalisé avec Dominique Abel et Fiona Gordon
- 2014 : La Leucémie de Mika (court-métrage documentaire)
- 2016 : Quand j'avais 6 ans, j'ai tué un dragon (documentaire, diffusé dans l'émission Infrarouge) - version longue de La Leucémie de Mika
- 2020 : Écoliers (documentaire)

### Comme acteur
- 1998 : Le Bar des amants de lui-même : Edmond
- 1999 : Qui plume la lune ? de Christine Carrière : client du bar routier
- 2005 : L'Iceberg de lui-même, Dominique Abel et Fiona Gordon
- 2008 : Rumba de lui-même, Dominique Abel et Fiona Gordon : le voleur de pain au chocolat
- 2011 : La Fée de lui-même, Dominique Abel et Fiona Gordon : le patron de l'Amour Flou
- 2016 : Paris pieds nus de Dominique Abel et Fiona Gordon : le père de famille sauteuse
- 2023 : L'Étoile filante de Dominique Abel et Fiona Gordon : Georges

## Distinctions
- Festival de Luchon 2016 : Mention spéciale du jury pour le meilleur documentaire pour Quand j'avais 6 ans, j'ai tué un dragon[1]